# Margarethe I. (Holland)

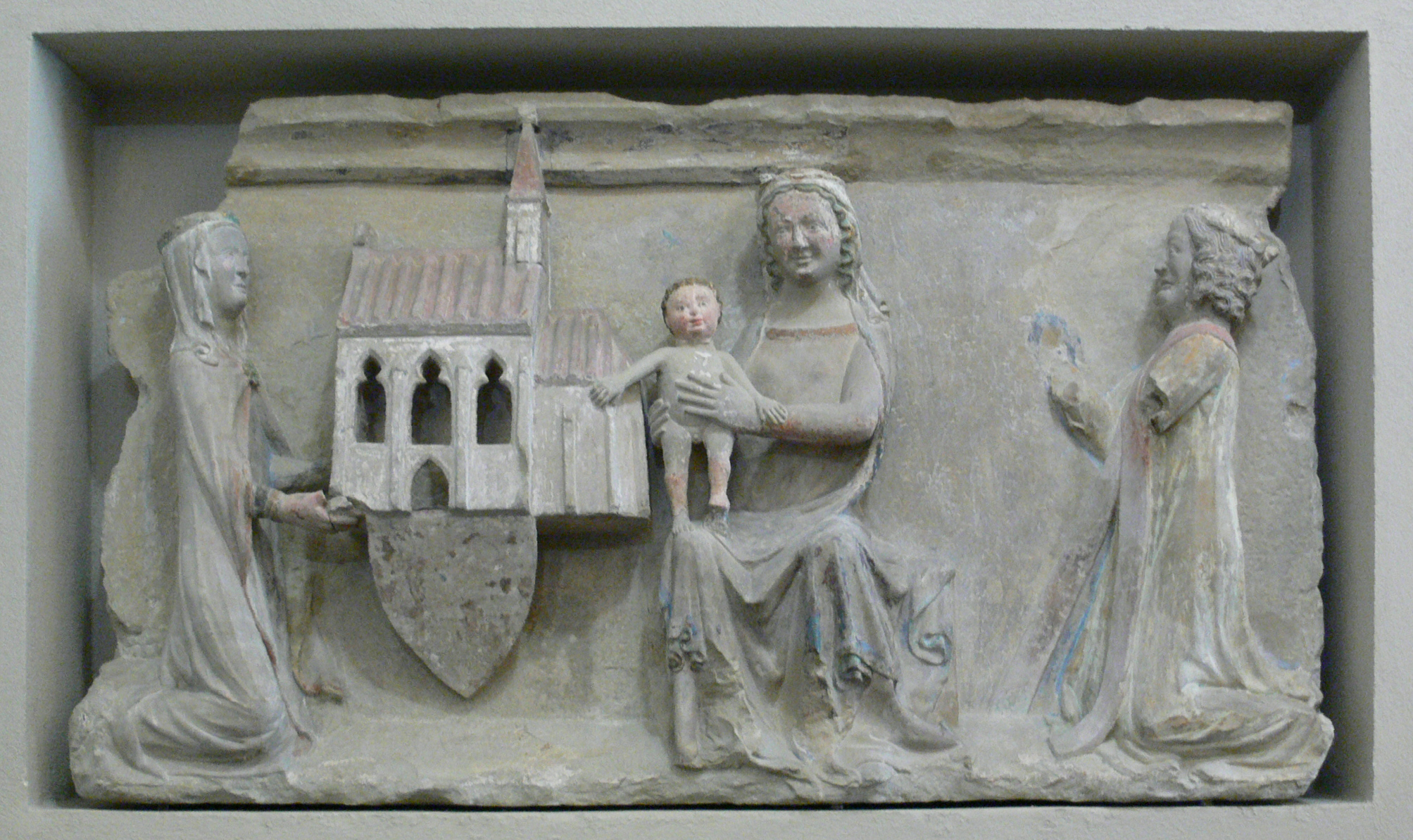
Margarethe (links) und ihr Mann präsentieren der Muttergottes das Modell der Laurentiuskapelle (Stifterrelief aus der abgebrochenen Kapelle der Münchener Burg, Bayerisches Nationalmuseum).

Margarethe I. von Holland (* um 1307/1310 vermutlich in Valenciennes; † 23. Juni 1356 in Quesnoy), auch Margarethe von Avesnes oder Margarethe von Hennegau genannt, war die zweite Ehefrau Kaiser Ludwigs des Bayern, den sie am 25. Februar 1324 in Köln heiratete. Deshalb war sie von 1324 bis 1347 römisch-deutsche Königin und von 1328 bis 1347 römisch-deutsche Kaiserin. Als Margarethe I. war sie auch Gräfin von Holland, Zeeland und Friesland von 1345 bis 1354 (welche Gebiete sie im Kampf gegen ihren Sohn Wilhelm verlor), als Margarethe II. zudem Gräfin von Hennegau von 1345 bis 1356.

## Leben

### Abstammung, Jugend und Heirat mit Ludwig dem Bayern
Margarethe war die älteste Tochter von Graf Wilhelm III. von Holland und Zeeland, der auch Herr von Friesland und als Wilhelm I. Graf von Hennegau war. Er stammte aus dem Haus Avesnes und gehörte neben dem Herzog von Brabant und dem Grafen von Flandern zu den mächtigsten Territorialherren am Nordwestrand des Heiligen Römischen Reiches. Jeanne von Valois, seit Mai 1305 Wilhelms Gemahlin und die Mutter Margarethes, war eine Nichte des französischen Königs Philipp IV., des Schönen. Da Margarethes Geburtsjahr von keiner zeitgenössischen Quelle erwähnt wird, kann es nur geschätzt werden. Unter Berücksichtigung der Tatsache, dass laut dem Geschichtsschreiber Jean Froissart Margarethes jüngere Schwester Philippa erst nach Vollendung ihres 14. Lebensjahres mit dem englischen Thronfolger Eduard verheiratet werden sollte, ist es wahrscheinlich, dass auch Margarethe frühestens als 14-Jährige, spätestens aber als 18-Jährige ihre Ehe mit Ludwig dem Bayern schloss, also im Zeitraum von 1306 bis 1310 geboren wurde. Außerdem wäre ursprünglich sie und nicht Philippa als Ehefrau Eduards vorgesehen gewesen, doch kam dieses Projekt letztlich nicht zustande.
Spannungen zwischen König Philipp IV. von Frankreich und Margarethes Vater Wilhelm trugen zum Abschluss des Bündnisses zwischen Wilhelm und Ludwig dem Bayern im Herbst 1314 bei, als Letzterer zugleich mit dem Habsburger Friedrich dem Schönen zum römisch-deutschen König gewählt wurde. Diese Doppelwahl führte zu einem mehrjährigen Thronstreit, in dem Ludwig auf die Unterstützung Wilhelms als wertvollem Bundesgenossen zählen konnte, der im Gegenzug die Legitimierung seines bis zu diesem Zeitpunkt umstrittenen Besitzes der Reichslehen Holland, Seeland und Friesland bekam. Wahrscheinlich bald nach dem am 24. August 1322 erfolgten Tod der Beatrix von Glogau, der ersten Gattin Ludwigs des Bayern, und dessen einen Monat danach errungenem entscheidenden Sieg in der Schlacht bei Mühldorf (28. September 1322) über seinen Rivalen Friedrich den Schönen dürfte die Besiegelung des Pakts zwischen dem Wittelsbacher und dem Grafen von Hennegau-Holland durch die Verheiratung Margarethes mit Ludwig beschlossen worden sein. Auf den entsprechenden Ehevertrag verständigte sich bis zum 15. August 1323, wie an diesem Tag in Köln verlautbart wurde, Margarethes Vater mit den Bevollmächtigten Ludwigs des Bayern, dem Deutsch-Ordens-Komtur von Franken, Konrad von Gundelfingen, und dem Landgrafen Ulrich I. von Leuchtenberg.
Im Ehevertrag war festgeschrieben, dass Graf Wilhelm als Mitgift seiner Tochter den beträchtlichen Betrag von 47.000 Pfund Heller zu zahlen hatte, doch zunächst nur die Hälfte dieser Summe nach Vollzug der Ehe, den Rest erst nach Ablauf des ersten Ehejahres. Dafür verpflichtete sich der römisch-deutsche König, dass sich die jährlichen Einkünfte seiner künftigen Gattin auf bis zu 11.000 Pfund Heller belaufen würden. Zur Gewährleistung des Erhalts dieser Gelder sollte Margarethe gleich nach dem Vollzug der Ehe in den Besitz der Burgen Kaub, Fürstenberg, Reichenstein und Lindenfels, insbesondere aber der Zolleinkünfte unterhalb der Burg Kaub gelangen. Ludwig der Bayer hielt sich wohl an die wichtigsten Klauseln des Ehevertrags; da er jedoch die rheinpfälzischen Gebiete seiner Familie und damit auch die vier genannten Burgen spätestens 1329 den Nachkommen seines 1319 verstorbenen Bruders Rudolf zurückgab, kann Margarethe allenfalls von 1324 bis 1329 im Besitz der ihr versprochenen Burgen gewesen sein.
Die Hochzeit Margarethes mit dem gut zwanzig Jahre älteren Ludwig, die am 25. Februar 1324 in Köln stattfand, wurde bereits sehr vom Konflikt zwischen dem römisch-deutschen König und Papst Johannes XXII. überschattet, der Ludwig mit der Verhängung des Kirchenbanns drohte. Infolgedessen schweigen sich die meisten zeitgenössischen Chronisten über die Hochzeitsfeier des Königspaars weitgehend aus. Einen etwas genaueren Bericht darüber liefert nur Wilhelm, Mönch des Klosters Egmond und Kaplan von Brederode, der angibt, dass Margarethes Vermählung mit Ludwig dem Bayern ihrer Mutter sehr missfallen habe.

### Römisch-deutsche Königin bzw. Kaiserin

#### Eheleben; Hofstaat Margarethes
Nach ihrer Heirat siedelte Margarethe aus dem romanisch geprägten Milieu des Hennegaus in die herzoglich-bayrisch geprägte Lebenswelt ihres Gatten Ludwig über. Für das deutsche Spätmittelalter stehen relativ wenige Quellen zur Verfügung, so dass etwa die Reiseroute des Königpaars von seiner Hochzeitsfeier in Köln nach Bayern unbekannt ist.
Margarethe besaß einen nicht genauer bekannten eigenen Haushalt, an dessen Spitze ein Haushofmeister stand. Eine ihrer Hofdamen ist wenigstens durch einen englischen Gewährsmann, William de Norwell, bekannt, der in seinem 1338–40 während der Reise Eduards III. auf dem europäischen Kontinent geführten Wardrobe Book eine Zahlung von 9 Pfund Sterling an Margarethes Sekretärin Ida vermerkt. Andere Quellen erwähnen einen Geistlichen, einen Schreiber und einen Protonotarius Margarethes, doch ist nicht ersichtlich, ob diese Personen dauerhaft im Dienst der Herrscherin standen.
Über Margarethes Erscheinung berichten zeitgenössische Historiker nichts, doch schildert der Dominikaner Heinrich von Herford in seinem Liber de rebus memorabilioribus, allerdings nicht aufgrund von Autopsie, lebhaft das Familienleben Ludwigs des Bayern. Dieser sei der Einhaltung des ehelichen Treuegelöbnisses gewissenhaft nachgekommen; er habe auch Tanz und Musik geliebt und deshalb bisweilen mit seiner kleinwüchsigen Gemahlin vor seinen Räten im Palast getanzt.
Die Ehe von Margarethe und Ludwig, aus der wohl fünf Söhne und fünf Töchter hervorgingen (s. u. Kapitel „Nachkommen“), scheint im Großen und Ganzen harmonisch verlaufen zu sein. Laut dem franziskanischen Chronisten Johannes von Winterthur habe Margarethe aber die Vorliebe ihres Gatten für Juden missbilligt. Der Chronist veranschaulicht dies anhand einer etwa im März 1336 spielenden Episode, als der Kaiser eine Juden verfolgende Mörderbande zum Verlassen des Elsasses nötigte.  Weil Margarethe über die von ihrem Gatten dabei den Juden geleistete Hilfestellung verärgert gewesen sei, habe sie Ludwig ein gebratenes Huhn servieren lassen und auf seinen Vorwurf, dass dies in der Fastenzeit verboten sei, geantwortet, da er sich offenbar wie ein Jude benehme, könne er nun auch eine Fleischspeise verzehren, wie es die Juden ebenfalls täten. Nach einer Weile des Nachdenkens habe der Kaiser laut Johannes von Winterthur versprochen, sein Benehmen zu sühnen. Es ist nicht auszumachen, ob diese Erzählung auf Wahrheit beruht.

#### Krönung zur Kaiserin; Rolle im Streit des Kaisers mit dem Papst
In der Kontroverse zwischen Ludwig dem Bayern und dem Papst distanzierte sich Margarethe zu Lebzeiten ihres Gatten nie von ihm oder seinen gegen den Heiligen Stuhl gerichteten Aktionen, obwohl sie dadurch wie alle, die Ludwig weiterhin als Herrscher anerkannten, dem Kirchenausschluss verfiel. Nachdem sich Ludwig im Januar 1327 bei einem Aufenthalt in Trient zu einem Zug nach Rom entschlossen hatte, um sich dort gegen den Willen des Papstes zum Kaiser krönen zu lassen, zog er zunächst über Bergamo nach Como. Unterdessen machte sich Margarethe mit einer aus 500 Kavalleristen und 800 Schützen bestehenden Streitmacht auf den Weg zu ihrem Gatten, den sie wahrscheinlich nach Überschreiten des Splügenpasses am 3. Mai 1327 in Como traf. Sie blieb dann die ganzen eineinhalb Jahre, die ihr Gemahl für seinen Zug durch Italien benötigte, an seiner Seite, auch als sie dabei schwanger wurde und am 7. Mai 1328 in Rom ihren ersten Sohn, Ludwig den Römer, gebar. In der Peterskirche der Ewigen Stadt hatte bereits am 17. Januar 1328  ihre und ihres Ehemanns Kaiserkrönung in Anwesenheit von drei Bischöfen stattgefunden, worüber sie etwa acht Wochen danach in zwei einsilbig gehaltenen Schreiben an ihre Mutter und den Abt des Klosters Egmond  Auskunft gab.
Inzwischen war Margarethes Schwester Philippa die Gemahlin des englischen Königs Eduard III. und Philipp von Valois, ein Bruder von Margarethes Mutter Jeanne, als Philipp VI. neuer französischer König geworden, sodass Margarethes Vater Wilhelm seitdem der Schwager des französischen Königs sowie der Schwiegervater des englischen Königs und des römisch-deutschen Kaisers war. Bald jedoch kam es zu einem zunächst dahinschwelenden Konflikt zwischen Eduard III. und Philipp VI. wegen des Neuausbruchs alter Spannungen um die in englischem Besitz befindliche Gascogne. Zugleich setzten sich die Differenzen zwischen Ludwig dem Bayern und dem Heiligen Stuhl fort, auch als Benedikt XII. nach dem Tod Johannes’ XXII. Ende 1334 neuer Papst geworden war.
Wahrscheinlich im Frühherbst 1336 verfasste Margarethe, sicher im Einvernehmen mit ihrem Gemahl, einen Brief an König Philipp VI., ihren Onkel, in dem sie diesen aufforderte, ein Bündnis mit ihrem Gatten einzugehen. Dieses nicht erhaltene Schreiben der Kaiserin kann aus einem auf den 23. November 1336 datierten Brief Benedikts XII. an Philipp VI. rekonstruiert werden, der zum Inhalt hatte, dass sich der französische König erst dann mit Ludwig dem Bayern verbünden möge, wenn dessen Exkommunikation aufgehoben sei. Um dies zu erreichen, hätte sich der Kaiser freilich erst dem Papst unterwerfen müssen. Philipp VI. lehnte denn auch Margarethes brieflich übermitteltes Begehren ab. Als im April 1337 eine von Margarethes Schwager Wilhelm von Jülich geführte Delegation des Kaisers in Avignon zu Verhandlungen mit Benedikt XII. eintraf, schien der Papst zu einem Ausgleich mit Ludwig geneigt, ließ sich dann aber von einer hochrangigen Pariser Gesandtschaft überzeugen, nicht nachzugeben. Dementsprechend machte der Kaiser den französischen König für das Misslingen seiner Ausgleichsbemühungen mit dem Papst verantwortlich und unterstützte in dem bald darauf ausbrechenden englisch-französischen Hundertjährigen Krieg ab Juli 1337 König Eduard III. 
Auf einem im September 1338 in Koblenz abgehaltenen Hoftag war auch der englische König anwesend, der von Ludwig dem Bayern zum Reichsvikar für „Gallien und Germanien“ ernannt wurde. Über Margarethes Rolle bei diesem Treffen der beiden verschwägerten Herrscher ist nichts überliefert. Wahrscheinlich schrieb Eduard III. Margarethe großen Einfluss auf ihren Gatten zu; immerhin zahlte er ihr als Gastgeschenk 2400 Gulden, dem Kaiser 4000 Gulden. Letztlich brachte Ludwig aber das Bündnis nichts, da Eduard III. die ihm zugesagten Subsidien in Hohe von 400.000 Gulden nicht zahlen konnte.
Der Kaiser wandte sich daraufhin wieder dem französischen König zu. Margarethe sandte einen kaiserlichen Kanzleibeamten, den Protonotar Ulrich Hofmeier, an den Hof Philipps VI., um ihn zu benachrichtigen, dass Ludwig der Bayer nun als Vermittler im englisch-französischen Krieg auftreten wolle. Von dieser Entwicklung setzte Philipp VI. am 13. Juni 1340 Benedikt XII. in Kenntnis. Im März 1341 nahm der französische König ein neues Bündnisangebot des Kaisers an. Ludwig hoffte, dass Philipp VI. ihn bei seinen erneuten Aussöhnungsbemühungen mit dem Papst unterstützen werde.  Doch nach dem Tod Benedikts XII. (25. April 1342)  war der neue Papst Clemens VI. nur auf den Sturz des Kaisers bedacht, so dass niemals eine Versöhnung zwischen Ludwig und dem Heiligen Stuhl zustande kam. Stattdessen verhängte Clemens VI. am 13. April 1346 erneut den Bann über den Bayern, der sich nun auch auf dessen Nachkommen erstreckte. Außerdem suchte der Papst den Markgrafen Karl von Mähren als neuen römisch-deutschen König durchzusetzen.

#### Antritt der Herrschaft über Hennegau, Holland, Zeeland und Friesland
Nachdem Margarethes Bruder, Graf Wilhelm IV. von Holland und Zeeland (bzw. Wilhelm II. von Hennegau), am 26. September 1345 in einer bei Stavoren ausgefochtenen Schlacht gegen aufständische Friesen gefallen war und keinen legitimen Nachwuchs hinterlassen hatte, besaßen seine vier Schwestern Anspruch auf sein Erbe. Die beiden jüngsten Schwestern, Johanna, Gemahlin des Markgrafen Wilhelm I. von Jülich, und Isabella, Gemahlin von Robert de Namur, machten aber anscheinend zunächst ihre Ansprüche nicht geltend. Eduard III. jedoch traf schon im Oktober 1345 Vorbereitungen, Zeeland und dessen Nachbarregionen aus dem Erbe seiner Gattin Philippa besetzen zu lassen. Auch Ludwig der Bayer säumte nicht, für die Erbrechte seiner Frau einzutreten. Als oberster Lehnsherr belehnte er Margarethe am 15. Januar 1346 in Nürnberg mit Holland, Zeeland und Friesland, und im Gegenzug schwor die Kaiserin ihrem Gatten als Lehnsherrn die Treue. Damit Margarethe ihrem gefallenen Bruder auch leichter im Hennegau, einem Lehen des Lütticher Bischofs, nachfolgen konnte, erklärte der Kaiser, diese Grafschaft nicht von Margarethes Reichslehen trennen zu wollen.
Tatsächlich erkannten daraufhin viele tonangebende Persönlichkeiten von Hennegau, Holland, Zeeland und Friesland die Kaiserin als ihre Fürstin an, womit Margarethes eigentliche politische Karriere begann. In einem Memorandum vom 3. Februar 1346 waren die Gründe aufgelistet, die für Margarethe als Landesherrin sprachen. Vor allem hatten die Bewohner der drei Grafschaften Angst, dass sie für die hohen Schulden des gefallenen Grafen aufkommen müssten. Die Verfasser des Memorandums hofften, dass Margarethe hier helfend eingreifen würde. Außerdem beurteilten sie die Kaiserin als starke Schutzherrin, die für ihre Rechte eintreten werde und baten sie, sich schnell in ihre Grafschaften zu begeben, in denen Zwist zwischen Adligen und einflussreichen Bürgern der Städte bestehe,  in die Eduard III. einmarschieren könne und auf die auch ein Angriff des Bischofs von Utrecht, Johann IV. von Arkel, zu befürchten sei. Für die alleinige Nachfolge Margarethes in den Ländern des gefallenen Wilhelm IV. trat auch ihr Onkel Johann von Hennegau, Herr von Beaumont und wahrscheinlich auch ihre Mutter Jeanne ein.
Zusammen mit ihrem neunjährigen Sohn Albrecht und zahlreichem Gefolge zog Margarethe über Lothringen, wo sie von dem dortigen Herzogspaar begleitet wurde, und Brabant in den Hennegau. Dort legte sie in Mons am 14. März 1346 vor den Ständen den Eid ab, die Freiheiten der Stadt zu achten und für die Aufrechterhaltung der Einheit von Hennegau, Holland und Zeeland sorgen zu wollen. Neun Tage später trat sie in ungefähr der gleichen Weise in Valenciennes auf. Beide Mal stand ihr u. a. ihr Onkel Johann von Beaumont zur Seite. Danach reiste sie nach Holland und Zeeland, ließ sich von den dortigen Ständen huldigen und bestätigte deren Privilegien. Auf ihrer dabei eingeschlagenen Reiseroute kam sie am 18. April nach Middelburg, am 30. April nach Dordrecht, am 10. Mai nach Den Haag, am 4. Juni nach Leiden, am 5. Juni nach Haarlem, am 15. Juni nach Aelbrechtsberge und am 1. August nach Geertruidenberg, ehe sie am 24. September 1346 wieder nach Mons zurückkehrte.  In ihren nunmehrigen Urkunden führte sie nicht nur den Titel einer Kaiserin, sondern auch jenen einer Gräfin von Hennegau, Holland und Seeland sowie Herrin von Friesland.
Zwar sind die Nachrichten über die damaligen Vorgänge im Hennegau und in Holland spärlich, doch deuten sie auf eine Periode innerer Unruhen hin. Beispielsweise kam es am 21. März 1346 in Valenciennes zu einem Tumult wegen der Erhebung außerordentlicher Steuern, und die Aufrührer versuchten den Eingang des Belfrieds einzuschlagen; indessen konnten die Adligen und Bürger die Ruhe wiederherstellen. Vierzig am Aufruhr beteiligte Personen wurde verhaftet und sechzehn von ihnen enthauptet. Der Adel und die Geistlichkeit des Hennegaus wandten sich an die erst kürzlich angekommene Kaiserin und verlangten von ihr, dass einige von ihnen als Missstände betrachtete Dinge abgestellt würden. Zu diesen gehörte die Aufnahme von Leibeigenen in die Bürgerschaft sowie der Umstand, dass es Bürger gab, welche die von den Grafen bevorzugten Städten bewilligten Privilegien besaßen, aber außerhalb dieser Städte lebten. Am 3. Juni 1346 erhielten die zwölf Delegierten des Adels und Klerus die Zustimmung zu ihren Forderungen, dass Bürger von mit Freiheiten ausgestatteten Städten dort auch dauerhaft wohnen müssten und dass ein Herr jederzeit über seine Leibeigenen verfügen können solle. Die Aristokratie des Hennegaus wünschte also eine Beschränkung der Bedeutung der Städte und die Aufrechterhaltung der Leibeigenschaft.
Dagegen verlieh die Kaiserin bei ihrem Aufenthalt in Holland insbesondere den von ihr dabei durchreisten Städten zahlreiche Privilegien. Auch den Bewohnern mehrerer Distrikte wie Südholland und Kennemerland gewährte sie bedeutende Vorrechte. Allerdings war im letzteren Fall etwa die Pflicht für Bürger, dass sie in den Städten, deren Freiheiten sie sich erfreuen wollten, auch zu residieren hatten, nicht nach dem Geschmack der Betroffenen. Margarethe sagte auch zu, dass sie die Bewohner von Amsterdam, Oudewater und Woerden niemals von der Grafschaft Holland separieren werde.
Am 7. September 1346 ordnete Ludwig der Bayer an, dass Margarethes zweiter Sohn Wilhelm seiner Mutter im Fall von deren Ableben nachfolgen solle, und dass nach Wilhelm, falls er kinderlos stürbe, Margarethes dritter Sohn Albrecht an die Reihe käme. Dafür verzichtete Ludwig der Römer als ältester Sohn Margarethes auf das niederländische Erbe. Außerdem versicherte der Kaiser, dass er nicht selbst in den Reichslehen seiner Gattin regieren wolle; Margarethe käme dort die alleinige Herrschaft zu. Dies war auch die nach einer Intervention des französischen Königs beim Papst zugunsten des Kaisers von Clemens VI. aufgestellte Bedingung gewesen, kein Interdikt über Margarethes Länder zu verhängen.
Eduard III. hatte sich inzwischen weiterhin bemüht, seiner Gattin Philippa einen Teil der von ihrem gefallenen Bruder hinterlassenen Territorien zu sichern. Nach seinem am 26. August 1346 errungenen entscheidenden Sieg über den französischen König in der Schlacht bei Crécy hatte er aber auf die ihm leicht mögliche Besetzung des Hennegaus verzichtet und anscheinend seine Gattin beauftragt, mit ihrer Schwester ein ausgleichendes Gespräch zu führen. Philippa und Margarethe trafen sich im Oktober 1346 in Ypern und die Kaiserin sagte zu, bei ihrem Ehemann für eine Wiederinkraftsetzung seines früheren Bündnisses mit dem englischen König zu werben. Philippa versprach offenbar, ihre Erbansprüche einstweilen nicht kriegerisch durchsetzen zu wollen. Im folgenden November begab sich Margarethe zur Beratung über die Lage nach Frankfurt, und mit ihr seien laut Matthias von Neuenburg auch englische Delegierte zwecks Bündnisverhandlungen mit dem Kaiser gekommen, die aber zu nichts führten. In Mons ließ die Kaiserin ihrem Onkel Johann von Hennegau, Herrn von Beaumont, als Gouverneur zurück, während sie Holland, Zeeland und Friesland ihrem erst 16-jährigen Sohn Wilhelm anvertraute, der dort in ihrer Abwesenheit als ihr Stellvertreter fungieren sollte. Wilhelm versprach seiner Mutter aus den Einkünften dieser Länder eine jährliche Rente von 10.000 Goldgulden zu zahlen (13. November 1346). Ihrem kleinen Sohn Otto hatte Mathilde bereits mit der Anwartschaft auf die Burggrafschaft Seeland mit der Herrschaft Voorne bedacht, aus der sie nach dem Tod von Mechtild, Herrin von Voorne († 1372), Einnahmen von 4000 Pfund Tournosen lukrieren würde.

### Witwenzeit
Nach dem plötzlichen Tod Ludwigs des Bayern (11. Oktober 1347) versprachen dessen Nachkommen dem englischen König Eduard III., ihn bei der Wahl zum römisch-deutschen König zu unterstützen, wofür dieser wohl Margarethes Herrschaft über ihre ererbten Länder anerkennen sollte. Doch nun konnte sich der Markgraf Karl von Mähren, der bereits am 26. November 1346 in Bonn als Karl IV. zum Gegenkönig zu Ludwig dem Bayern gekrönt worden war, im Machtkampf um die Herrschaft im Heiligen Römischen Reich durchsetzen, indem er Margarethes Schwager Wilhelm von Jülich am 16. Januar 1348 ein Viertel des niederländischen Erbes des gefallenen Grafen Wilhelm IV. zugestand und im folgenden Juni ein Bündnis mit Eduard III. ratifizierte. Letzterer verzichtete auf seine Wahl zum römisch-deutschen König, wollte aber auch weiterhin die Erbrechte seiner Gemahlin Philippa nicht gewaltsam durchsetzen. Der durch die Belehnung Wilhelms von Jülich durch König Karl IV. begonnene Zwist um das niederländische Erbe blieb ebenfalls nahezu folgenlos.
Inzwischen hatte Margarethe ihrem Sohn Wilhelm am 5. Januar 1348 die Regierung der Grafschaften Holland und  Zeeland sowie der Herrschaft Friesland übergeben und die Anwartschaft Ottos auf die Burggrafschaft Seeland mit der Herrschaft Voorne bestätigt. Sie selbst wollte nur noch die direkte Regierung im Hennegau ausüben, wo sie dann auch einvernehmlich mit den wichtigsten Adligen bis zu ihrem Lebensende in Ruhe herrschte. Während sich der Hennegauer Adel und insbesondere Margarethes Onkel Johann, Herr von Beaumont, Frankreich anschlossen, waren die Bürger der Grafschaft nicht bereit, ihre freundschaftlichen Beziehungen mit Brabant und Flandern aufzugeben. Dies war ihnen auf die Bitte der Städte Valenciennes, Mons, Binche und Maubeuge auch von Margarethe am 17. Juni 1347 genehmigt worden. Die Allianz wurde auf einem in Ath abgehaltenen Parlement erneuert, an dem nach dem Zeugnis des zeitgenössischen Chronisten Gilles Li Muisis auch englische Gesandte teilnahmen.

#### Krieg zwischen Margarethe und ihrem Sohn Wilhelm
Wilhelm musste in den ihm unterstellten Gebieten gegen aufständische Untertanen und den Bischof von Utrecht kämpfen, mit dem er einen Waffenstillstand schloss. Anfang 1350 kam es zu einem tiefgreifenden und anhaltenden Zwist zwischen ihm und seiner Mutter, da die von Margarethe beanspruchten Einkünfte aus den von ihrem Sohn regierten Territorien nicht in dem von ihr gewünschten Ausmaß eintrafen. Daher verbündete sich Wilhelm am 25. Mai 1350 mit der gegen die Politik der Kaiserwitwe eingestellten Partei der Kabeljauwen, deren Basis zahlreiche Städte wie Dordrecht, Delft, Leiden, Haarlem, Amsterdam, Alkmaar, Rotterdam und Vlaardingen bildeten. Angeführt wurden die Kabeljauwen von einigen Adligen wie Jan IV. van Arkel, Jan I. van Egmond und Gerard III. van Heemskerk. Die Gegenpartei der Hoeken (Angelhaken), zu der zahlreiche Adlige wie Willem van Duivenvoorde, Jan II. van Polanen und Dirk III. van Brederode gehörten, unterstützte hingegen Margarethe.
Wegen des Bündnisses ihres Sohns mit den Kabeljauwen verlangte Margarethe am 27. Mai 1350, wieder selbst die Regierung über Holland und Zeeland zu übernehmen. Wilhelm gab scheinbar nach; er verzichtete am 27. September 1350 auf einer Ständeversammlung in Geertruidenberg auf die Herrschaft über die ihm übertragenen Lehen und entband seine Anhänger von dem ihm geschworenen Eid. Stattdessen begnügte er sich damit, der Erbe der von Margarethe verwalteten Länder zu sein. Doch offenbar kam er seiner Zusage nicht nach, woraufhin es zu kriegerischen Auseinandersetzungen zwischen Margarethes Gefolgsleuten und der Partei ihres Sohns kam. Damit begann der Haken-und-Kabeljau-Krieg, der einige Zeit nach der Einigung zwischen Margarethe und Wilhelm (1354) wieder ausbrach und sich bis 1490 hinziehen sollte.
Zwar bot Margarethe ihrem Sohn zunächst zur Vermeidung der Fortführung des Konflikts am 20. Januar 1351 an, ihm die Verwaltung Zeelands gegen eine jährliche Zahlung von 2000 Gulden zu überlassen, doch führte diese Konzession zu keiner Einigung. Mangels Quellenangaben lässt sich nicht feststellen, wie sich das persönliche Verhältnis zwischen der Kaiserwitwe und ihrem Sohn infolge des politischen Zwists entwickelte. Laut dem Chronisten Johann von Beke sei Margarethe äußerst wütend gewesen. Wilhelm habe ihr hingegen anderen Gewährsmännern zufolge weiterhin Achtung entgegengebracht. Als er von der vermeintlichen Bemerkung seiner Mutter erfahren habe, dass sie ihn zerstückeln ließe, wenn sie seiner habhaft würde, soll er gelobt haben, im umgekehrten Fall ein ganz anderes Benehmen an den Tag zu legen und sie geziemend zu behandeln.
Wohl auch unter dem Eindruck des Konflikts mit ihrem zweiten Sohn suchte Margarethe in der ersten Hälfte des Jahres 1351 die Aussöhnung mit dem Papst. Dazu musste sie zuerst nicht nur dem prestigeträchtigen, von ihr in Urkunden bis Ende 1350 verwendeten Titel einer römisch-deutschen Kaiserin entsagen, sondern auch jenem einer römisch-deutschen Königin, obwohl sie nie zu einer solchen gekrönt worden war. Clemens VI. verlangte nämlich die Anerkennung des Rechts, dass ein gewählter römisch-deutscher König erst vom Papst bestätigt werden müsse. Margarethe gab am 30. Juli 1351 in Valenciennes die von Clemens VI. geforderte Erklärung ab, beteuerte auch, der katholischen Kirche stets die Treue halten zu wollen und erreichte im Gegenzug die Aufhebung ihrer Exkommunikation. Der Bischof von Tournai, Margarethes Mutter Jeanne von Valois, Äbtissin von Fontenelle, Walram von Luxemburg, Herr von Ligny, und andere Persönlichkeiten wohnten dieser Zeremonie bei.
Im Kampf gegen Wilhelm hatte Margarethe inzwischen von ihrem ältesten Sohn, Ludwig dem Römer, Unterstützung erhalten. Sie konnte ferner die meisten Adligen Zeelands für sich gewinnen und bestätigte den Bürgern Dordrechts, um sie auf ihre Seite zu ziehen, am 17. März 1351 das Stapelrecht. Anfangs stand auch König Eduard III. auf ihrer Seite. Zur Beruhigung des französischen Königs Johann II. erklärte sie aber am 6. Mai 1351, dass sie kein gegen ihn gerichtetes Bündnis mit England geschlossen habe. Zwar gewann die Flotte der Hoeken mit englischer Unterstützung am 10. Juni 1351 eine kleine Seeschlacht bei Veere gegen Wilhelms Anhänger, doch errangen dann die Kabeljauwen am 4. Juli 1351 bei einem Seegefecht vor der Küste bei ’s-Gravenzande einen entscheidenden Sieg über die Hoeken und deren englische und hennegauische Hilfstruppen. Der Anführer der englischen Verstärkungen fand dabei den Tod, und ebenso erging es mehreren Adligen der Partei Margarethes wie u. a. Constijn van Renesse, während andere wie Dirk III van Brederode in Gefangenschaft gerieten. Innerhalb eines Jahres nahm Wilhelm im Bund mit den Kabeljauwen auch 17 feste Plätze seiner Gegner ein oder nötigte sie zur Kapitulation. 
Im September 1351 begab sich Margarethe nach London, um Eduard III. um neue Unterstützung gegen ihren Sohn zu ersuchen. Der englische König wollte in dem Konflikt angeblich als Vermittler wirken und ordnete am 6. November 1351 an, dass drei in der Grafschaft Holland gelegene feste Plätze, die noch von den Hoeken gehalten wurden, nicht länger belagert werden sollten, sondern seinen beiden Vertrauten William Stury und William Burton zu übergeben seien. Doch offenbar hatte Eduard III. damals schon die Seiten gewechselt und suchte Margarethes Sohn Wilhelm durch dessen 1352 erfolgte Verheiratung mit Maud of Lancaster an sich zu binden. Somit war Margarethe nun endgültig im Kampf gegen ihren Sohn unterlegen. Über 500 bedeutenden Adligen von der Partei der Hoeken blieb nur die Möglichkeit, sich ins Exil in Nachbarländer zu begeben.
Die Kontroverse zwischen Margarethe und Wilhelm wurde erst durch die Vermittlungsbemühungen ihres Onkels Johann von Hennegau und ihres Vetters Walram von Luxemburg, Herr von Ligny, offiziell beendet. Am 7. Dezember 1354 versammelten sich in Mons außer Mutter und Sohn mehrere Geistliche und Adlige aus dem Hennegau sowie den Seegrafschafen, woraufhin die Versöhnung zwischen den beiden Konfliktparteien beglaubigt wurde. Margarethe war verpflichtet, Wilhelm zu verzeihen, doch musste der Sohn erst um diesen Gunsterweis nachsuchen. Ferner akzeptierte Margarethe die souveräne Herrschaft ihres Sohns über Holland, Zeeland und Friesland, wofür Wilhelm Margarethes Besitz des Hennegaus anerkannte und auch zusagte, seiner Mutter eine einmalige Abfindung von 40.000 Gulden und eine jährliche Rente von 7000 Gulden zu zahlen. Nach dem Ableben Margarethes sollte er im Hennegau ihre Nachfolge antreten.

#### Letzte Jahre und Tod
Ihre letzten Lebensjahre residierte Margarethe fast ausschließlich im Hennegau. Im Mai 1354 bekannte sie sich gegen die Zahlung einer Rente von 3700 Pfund Tournosen als Vasallin Frankreichs. Unter Verweis auf den Allgemeinzustand des Landes und insbesondere auf die durch Änderungen in der Währung hervorgerufenen Unruhen führte Margarethe mit einer Ordonnanz vom 7. Juli 1354 Höchsttarife für die Zahlung von Löhnen sowie den Kauf und Verkauf verschiedenster Waren ein. Es wurde u. a. der Tagessatz für einen Maurermeister auf 3 Sous und für einen Handwerker auf 15 Heller festgesetzt. Außerdem gab es nun zahlreiche genaue Bekleidungsvorschriften für Dienstleute.
Am 1. März 1355 erreichte der Abt des Augustinerklosters St. Johann in Valenciennes, dass der Papst Margarethe zugestand, nicht mehr die vorgeschriebenen Fastengebote befolgen zu müssen, weil sie dafür nach Ansicht ihrer Ärzte bereits gesundheitlich zu angeschlagen war. Danach trat sie wohl nur noch sehr selten selbst in Erscheinung, sondern ließ politische Angelegenheiten durch ihre Amtsträger erledigen. Es gab etwa Konflikte mit benachbarten Fürsten; so erneuerte König Johann II. von Frankreich einen anhaltenden Zwist um das Recht auf Ostrevant, und es brach auch ein Grenzstreit mit dem Bischof von Lüttich aus. Ferner bestand ein Konflikt mit dem Grafen von Flandern um den Besitz von Lessines und Flobecq.
Bevor Margarethe ihr 50. Lebensjahr erreichte, starb sie am 23. Juni 1356 in Quesnoy. Ihre letzte Ruhestätte fand sie in der Minoritenkirche zu Valenciennes, wo auch ihr Vater Wilhelm begraben lag. Ihr Sohn Wilhelm folgte ihr als Graf des Hennegaus, verfiel aber bereits Ende 1357 in eine bis zu seinem Tod 1389 andauernde Geisteskrankheit. In den 1430er Jahren kamen Hennegau, Holland, Zeeland und Friesland in den Besitz des burgundischen Herzogs Philipp des Guten, womit die Herrschaft der Wittelsbacher in den Niederlanden endete. Die burgundisch geprägten Geschichtsschreiber des 15. Jahrhunderts interessierten sich nicht sonderlich für das Leben Margarethes, deren Grabmal anscheinend schon vor dem Ende des 18. Jahrhunderts zerstört war. Ihren Epitaph überlieferte aber Simon Le Boucqu in seiner  Histoire ecclésiastique de Valenciennes.

## Nachkommen
Margarethe hatte mit Ludwig dem Bayern zehn Kinder.
- Margarete (1325–nach 1358)

1. ⚭ 1351 Stephan von Kroatien, Dalmatien und Slawonien (1332–1354), Sohn König Karl II. Robert von Ungarn aus dem Hause Anjou
2. ⚭ 1358 Gerlach von Hohenlohe († 1387)

- Anna (1326–1361) ⚭ 1339 Johann I. von Niederbayern (1329–1340)
- Ludwig VI. der Römer (1328–1364/1365), Herzog von Oberbayern und Kurfürst von Brandenburg

1. ⚭ 1345 Kunigunde von Polen (1334–1357)
2. ⚭ 1360 Ingeburg von Mecklenburg (1340–1395)

- Elisabeth (1329–1402), Herrin von Verona und später Gräfin von Württemberg

1. ⚭ 1350 Cangrande II. von Verona aus dem Hause della Scala (1332–1359, ermordet)
2. ⚭ 1362 Ulrich von Württemberg (1342–1388, gefallen)

- Wilhelm I. (1330–1389[10]), Herzog von Niederbayern-Straubing, als Wilhelm V. auch Graf von Holland sowie als Wilhelm III. Graf von Hennegau ⚭ 1352 Maud of Lancaster (1339–1362)
- Albrecht I. (1336–1404), Herzog von Niederbayern-Straubing und Graf von Holland und Hennegau

1. ⚭ 1353 Margarete zu Brieg und Schlesien (1336–1386)
2. ⚭ 1394 Margarete von Kleve und der Mark (1375–1412)

- Beatrix (1344–1359) ⚭ 1356 Erik XII. von Schweden (1339–1359)
- Agnes (1345–1352)
- Otto V. (1346[11]–1379), Kurfürst von Brandenburg ⚭ 1366 Katharina von Luxemburg (1342–1395),[12] Tochter Kaiser Karls IV.
- Ludwig (1347–1348)